# Gonomyia (Gonomyia) faria
Gonomyia (Gonomyia) faria is een tweevleugelige uit de familie steltmuggen (Limoniidae). De soort komt voor in het Palearctisch gebied.